# Flagge Botswanas
Die Flagge Botswanas wurde mit der Unabhängigkeit des Landes am 22. September 1966 angenommen.

## Beschreibung und Bedeutung

Aufbau der Nationalflagge

Die Nationalflagge ist hellblau. In der Mitte der Flagge verläuft horizontal ein weißgerandetes schwarzes Band.
Die Farbe Blau symbolisiert dabei sowohl den Himmel als auch Wasser und Regen und stammt aus dem Wappen Botswanas, in dem das Wort „Regen“ geschrieben ist. Die Streifen in Weiß und Schwarz, die sich auch an den Zebras, die Schildhalter des Wappens sind, finden, stehen für die Harmonie zwischen den verschiedenen ethnischen Gruppen, der größere schwarze symbolisiert die dunkelhäutige Mehrheit und die kleinen weißen die hellhäutige Minderheit.
Als Binnenland ohne Zugang zu schiffbaren Gewässern verfügt Botswana über keine Seeflaggen.

## Farben
| System                      | Blau        | Weiß        | Schwarz |
| --------------------------- | ----------- | ----------- | ------- |
| RGB                         | 108-166-205 | 250-250-250 | 0-0-0   |
| Hexadezimale Farbdefinition | #6CA6CD     | #FFFAFA     | #000000 |